# Alfredo Bernardini
Alfredo Bernardini (* 1961 in Rom) ist ein italienischer Oboist, Hochschullehrer und Dirigent.

## Leben
Nach erstem Oboenunterricht in seiner Heimat schrieb sich Bernardini 1981 in das Königliche Konservatorium Den Haag ein, um das Studium der Barockoboe und das der historischen Aufführungspraxis zu vertiefen. Er studierte bei den Oboisten Bruce Haynes (1942–2011) und Ku Ebbinge (* 1948), um 1987 sein Studium mit dem Solistendiplom abzuschließen.
Nach seiner Studienzeit spielte er in zahlreichen Ensembles der Alte Musik Szene, wie beispielsweise der La Petite Bande, The English Concert, dem Amsterdam Baroque Orchestra & Choir, Jordi Savalls Hespèrion XXI und dessen Le Concert des Nations, dem Bach Collegium Japan, der Berliner Barock-Compagney, dem Freiburger Barockorchester und dem Finnish Baroque Orchestra. 1989 gründete er mit den Brüdern Paolo (Oboe) und Alberto Grazzi (Fagott) das Ensemble Zefiro, das seitdem erfolgreich in variablen Besetzungen auftritt. Das Ensemble konzertierte bei internationalen Festivals in den europäischen Ländern, vor allem in Frankreich, Italien, Österreich (Styriarte 2020), Deutschland Tage Alter Musik in Herne (2010), Tage Alter Musik Regensburg (2018), aber auch in Nord- und Südamerika, in China und in Japan.
Bernardini wirkte an mehr als 100 CD-Einspielungen mit, von denen mehrere mit internationalen Schallplattenpreisen, wie dem Grand Prix du Disque, den Choc de l’année – Le Monde de la Musique, Diapason d’or, Gramophone Editor’s Choices oder dem Cannes Classic Award 1995 ausgezeichnet wurden. Alfredo Bernardini ist Gastdirigent verschiedener Barockorchester wie dem Concerto Copenhagen. Mehrmals betreute er als Dirigent das aus jungen Musikern bestehende Barockorchester der Europäischen Union (Eubo), mit dem er in Deutschland, Spanien und China auftrat.
Neben seiner Laufbahn als ausführender Musiker forscht er intensiv an der Geschichte der Holzblasinstrumente und baute bis 2008 selber Kopien historischer Oboen. Von 1992 bis 2015 unterrichtete er am Konservatorium in Amsterdam. Er unterrichtet von 2002 bis 2007 an der Escola Superior de Música de Catalunya in Barcelona und ist seit 2014 Professor für historische Oboe an der Salzburger Universität Mozarteum. An Hochschulen verschiedener Länder ist er Gastdozent und unterrichtet in zahlreichen Meisterkursen.
Alfredo Bernardini ist Leiter und Oboist des Quartetto Bernardini, Primaria des Ensembles ist seine 1984 geborene Tochter Cecilia Bernardini, die inzwischen eine gefragte Konzertmeisterin und Ensembleleiterin ist.
Musikwissenschaftliche Aufsätze verfasste Bernardini für renommierte internationalen Fachzeitschriften, für das Forschungsportal der Schola Cantorum Basiliensis (RIMAB) und für die zweite Ausgabe des Musiklexikons Grove Dictionary of Music and Musicians.

## Diskographie (Auswahl)
- Solo-Kantaten für Bass BWV 82, BWV 158, BWV 56, Arien aus BWV 20, BWV 26, BWV 101 mit Dominik Wörner, Ensemble Zefiro, Alfredo Bernardini. Arcana 2019.